# سازمان بین‌المللی شهاب
سازمان بین‌المللی شهاب یک سازمان ناسودبر است که در سال ۱۹۸۸ (میلادی) با کنار هم آمدن چندین سازمان دیگر، بنیان‌گذاری شد. این سازمان در پاسخ به نیازهای روز افزون برای همکاری بین‌المللی اخترشناسان آماتور و حرفه‌ای شهاب‌سنگ پدید آمد. گردآوری رصد شهاب‌سنگ‌ها با چند روش از سراسر جهان، از پژوهش فراگیر درباره بارش شهابی و پیوند آن با دنباله‌دار‌ها و محیط میان‌سیاره‌ای اطمینان حاصل می‌کند.
سازمان بین‌المللی شهاب، یک ژورنال علمی به نام WGN را منتشر می‌کند. همچنین همایش اخترشناسان آن، هر سال در ماه سپتامبر برگزار می‌شود.

## زیرنویس
1. ↑  WGN = "werkgroepnieuws" (Dutch language), in English as "workgroup news". WGN was initially a circular before it became a journal.